# Mitsubishi Heavy Industries
Mitsubishi Heavy Industries, Ltd. (яп. 三菱重工業株式会社, Mitsubishi Jūkōgyō Kabushiki-kaisha, MHI) — японська транснаціональна корпорація машинобудування, електрообладнання та електроніки зі штаб-квартирою в Токіо, Японія. MHI є однією з основних компаній Mitsubishi Group, а її автомобільний підрозділ є попередником Mitsubishi Motors Corporation.
Продукція MHI включає аерокосмічні та автомобільні компоненти, кондиціонери, ліфти, автонавантажувачі, гідравлічне обладнання, друкарські машини, ракети, танки, енергетичні системи, кораблі, літаки, залізничні системи та космічні ракети-носії. Завдяки своїй діяльності, пов'язаній з обороною, він є 23-м найбільшим оборонним підрядником у світі, виміряним за доходами від оборони в 2011 році, і найбільшим у Японії.

## Історія
У 1857 році, на прохання сьоґунату Едо, група голландських інженерів почала роботу над Nagasaki Yotetsusho, сучасним ливарним заводом і судноверфю в західному стилі поблизу голландського поселення Дедзіма в Нагасакі. У 1860 році це було перейменовано в Nagasaki Seitetsusho, а будівництво було завершено в 1861 році. Після реставрації Мейдзі 1868 року верф перейшла під контроль нового уряду Мейдзі Японії. Перший сухий док був завершений у 1879 році.
У 1884 році Івасакі Ятаро, засновник Mitsubishi, орендував Nagasaki Seitetsusho в японського уряду, перейменував його у Nagasaki Shipyard & Machinery Works і почав широкомасштабне суднобудування. Івасакі придбав верфі в 1887 році. У 1891 році компанія «Mitsubishi Heavy Industries — Yokohama Machinery Works» була заснована як Yokohama Dock Company, Ltd. Її основним бізнесом був ремонт суден, до якого до 1897 року додалося обслуговування суден. У 1893 році завод було перейменовано на верф Mitsubishi Shipyard of Mitsubishi Goshi Kaisha, а в 1896 і 1905 роках було завершено будівництво додаткових сухих доків.
«Mitsubishi Heavy Industries — Shimonoseki Shipyard & Machinery Works» була заснована в 1914 році. Вона виробляла промислове обладнання та торговельні судна.
У жовтні 2009 року MHI оголосила про замовлення до 100 регіональних літаків від американської авіакомпанії Trans States Holdings.
MHI розпочала переговори з Hitachi у серпні 2011 року про потенційне злиття двох компаній, що стало б найбільшим злиттям двох японських компаній в історії. Згодом переговори зірвалися та були припинені.
У листопаді 2012 року MHI і Hitachi домовилися об'єднати свої підприємства з виробництва теплової енергії в спільне підприємство, яке буде належати 65 % MHI і 35 % Hitachi. Спільне підприємство почало роботу в лютому 2014 року і завершило роботу в 2020 році, коли Hitachi передала свої акції MHI.
У червні 2014 року Siemens і MHI оголосили про створення спільних підприємств для участі в торгах на проблемний енергетичний і транспортний бізнес Alstom (локомотиви, парові турбіни та авіаційні двигуни). Джерела в уряді Франції розкритикували конкурентну заявку компанії General Electric (GE), яка вважає діяльність Alstom «життєво важливим національним інтересом» у той момент, коли рівень безробіття у Франції перевищує 10 %, а деякі виборці повертаються до консервативної партії. Зрештою перемогла пропозиція GE.
MHI увійшла в бізнес високошвидкісних потягів у 1995 році з виробництва вагона MLX01 SCMaglev, бізнес, з якого він вийшов у 2017 році після боротьби з витратами на розробку Mitsubishi SpaceJet і розбіжностей із Central Japan Railway Company щодо витрат на виробництво автомобілів SCMaglev.
У лютому 2021 року MHI продала свій верстатний бізнес MHI Machine Tool Co. компанії Nidec.

## Продукція
Продукція MHI включає:
- Аерокосмічні системи
  - Літаки
  - Ракети-носії
  - Штучні супутники

- Системи кондиціонування та охолодження

- Оборонне виробництво
  - Бронетехніка
  - Танки
  - Ракети
  - Кораблі
  - Торпеди

- Дизельні двигуни

- Автонавантажувачі

- Промислове обладнання

- Залізничні транспортні засоби

- Морські споруди

- Роботи

- Турбокомпресори

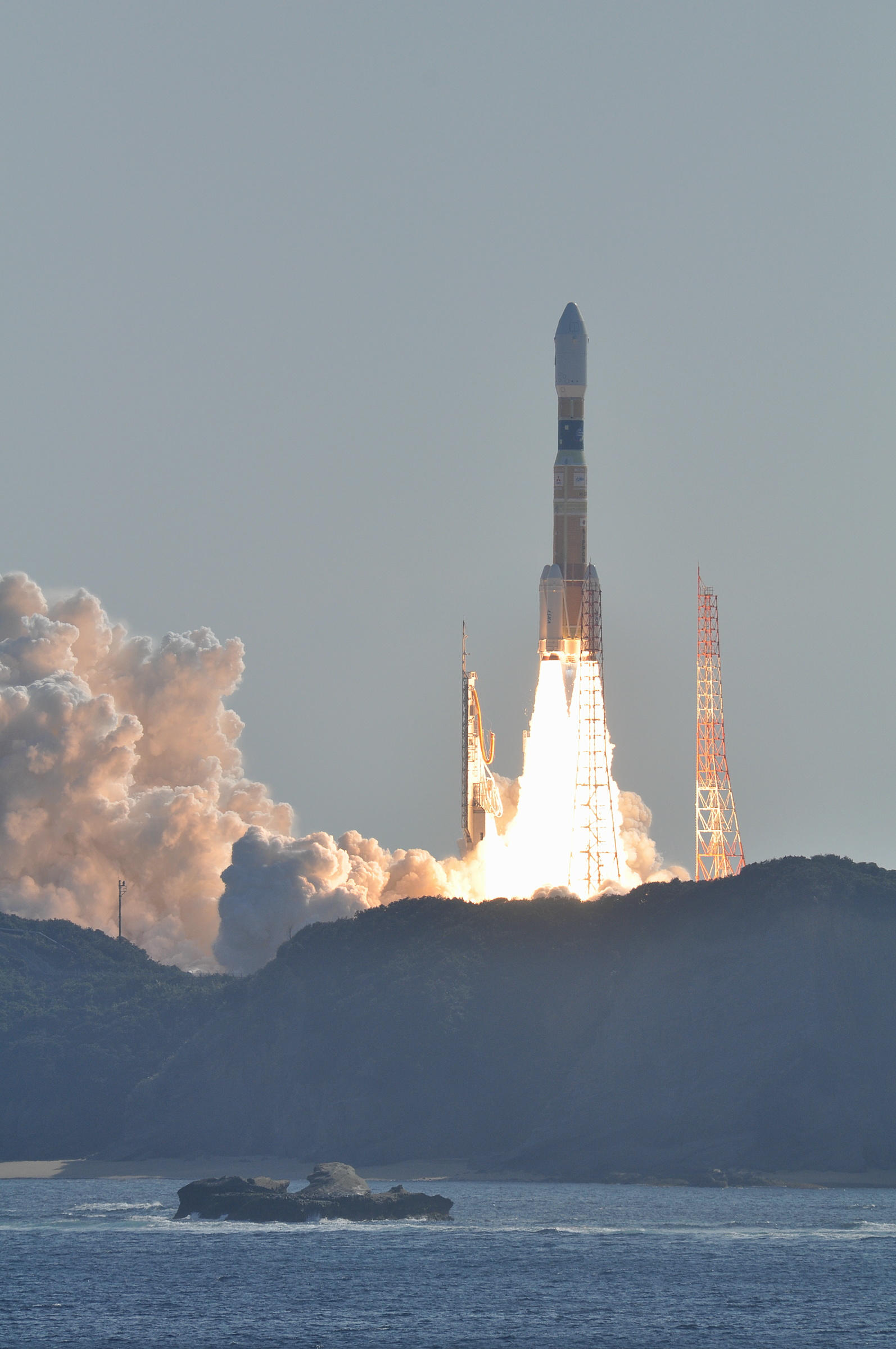
Старт другого польоту одноразової пускової системи H-IIB.
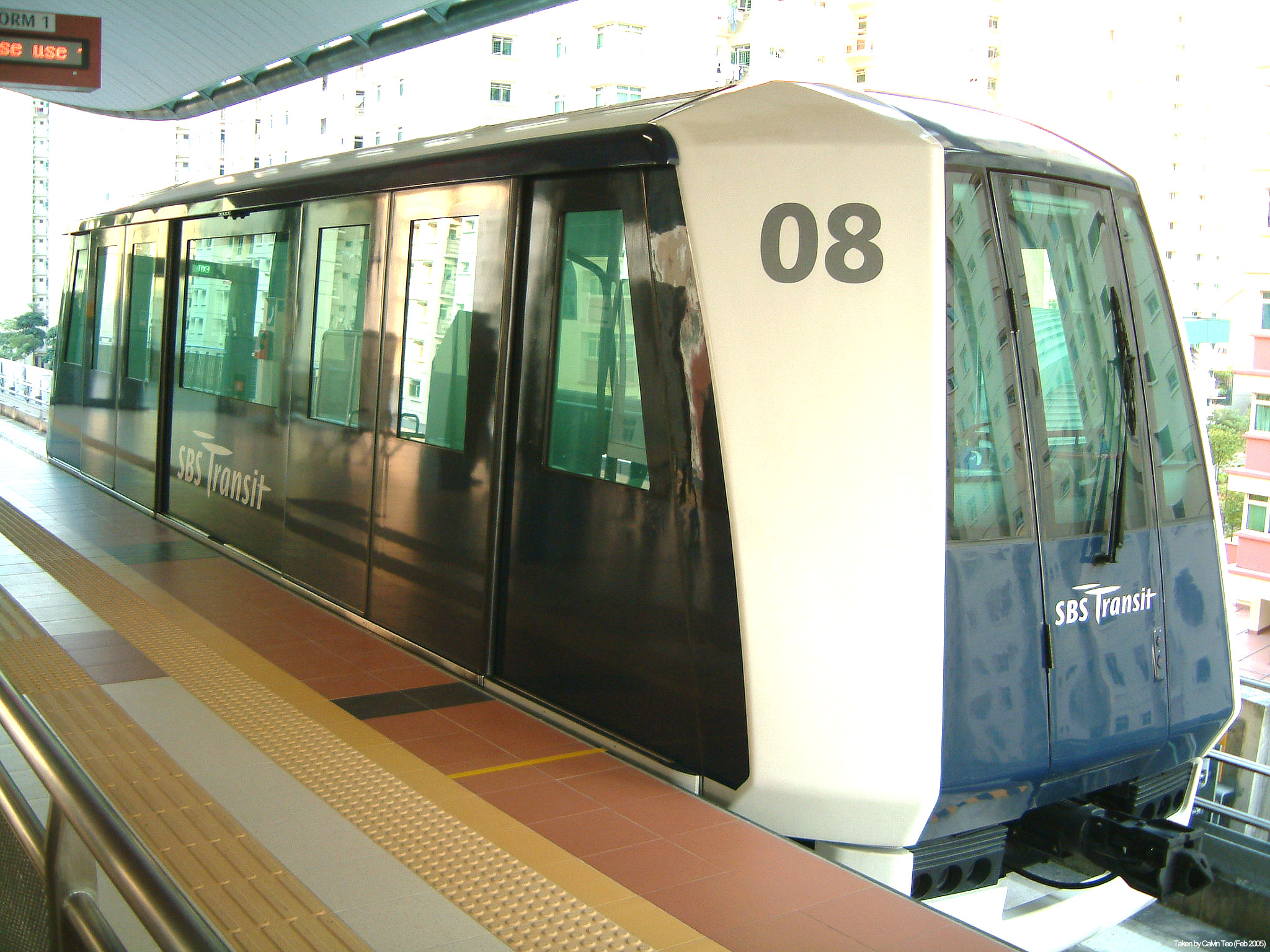
Crystal Mover, автоматизований транспортний засіб для перевезення людей виготовлений компанією MHI, призначений для використання в аеропортах і легкових залізницях.
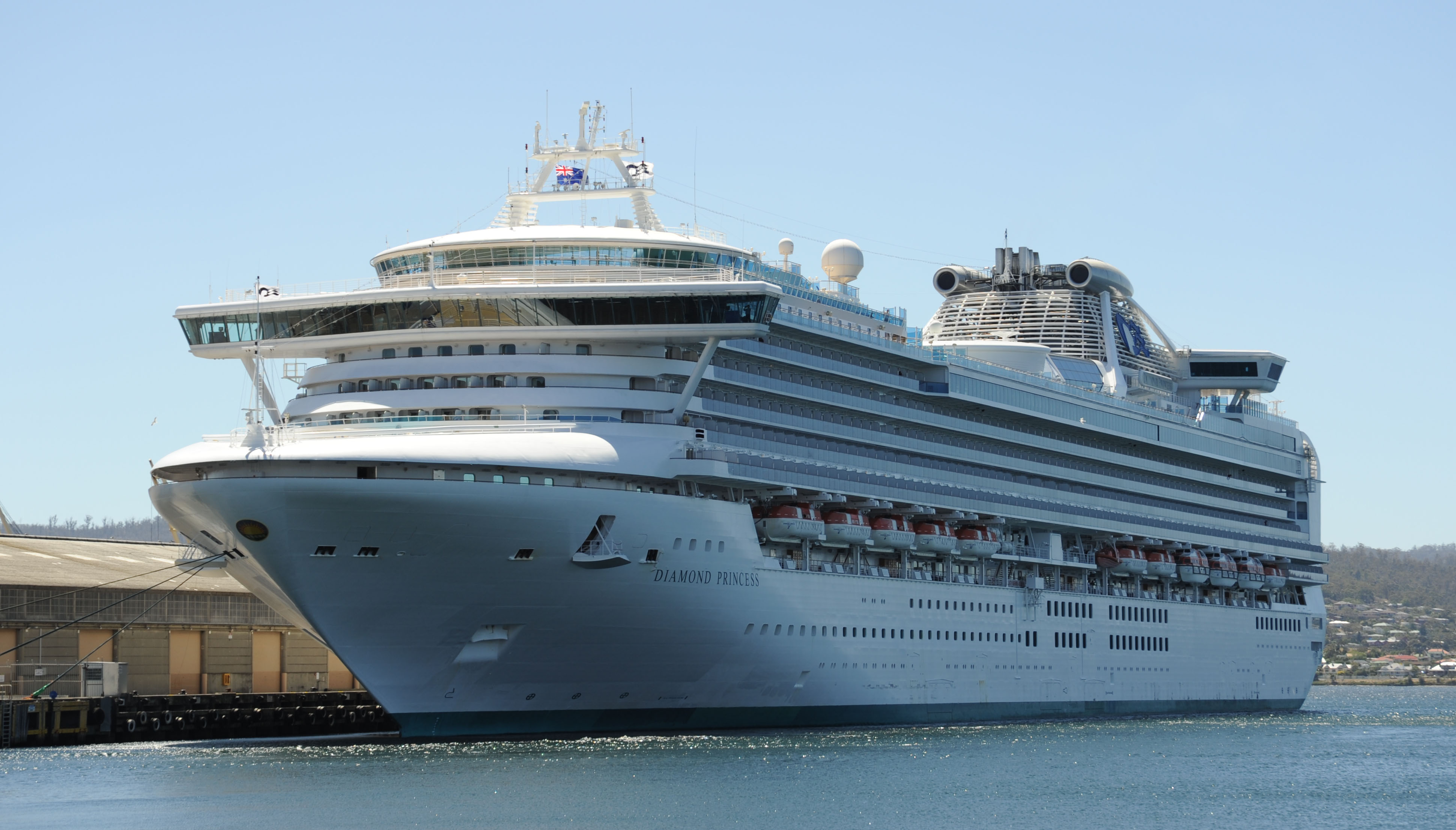
Diamond Princess пришвартований у Гобарті, Австралія.
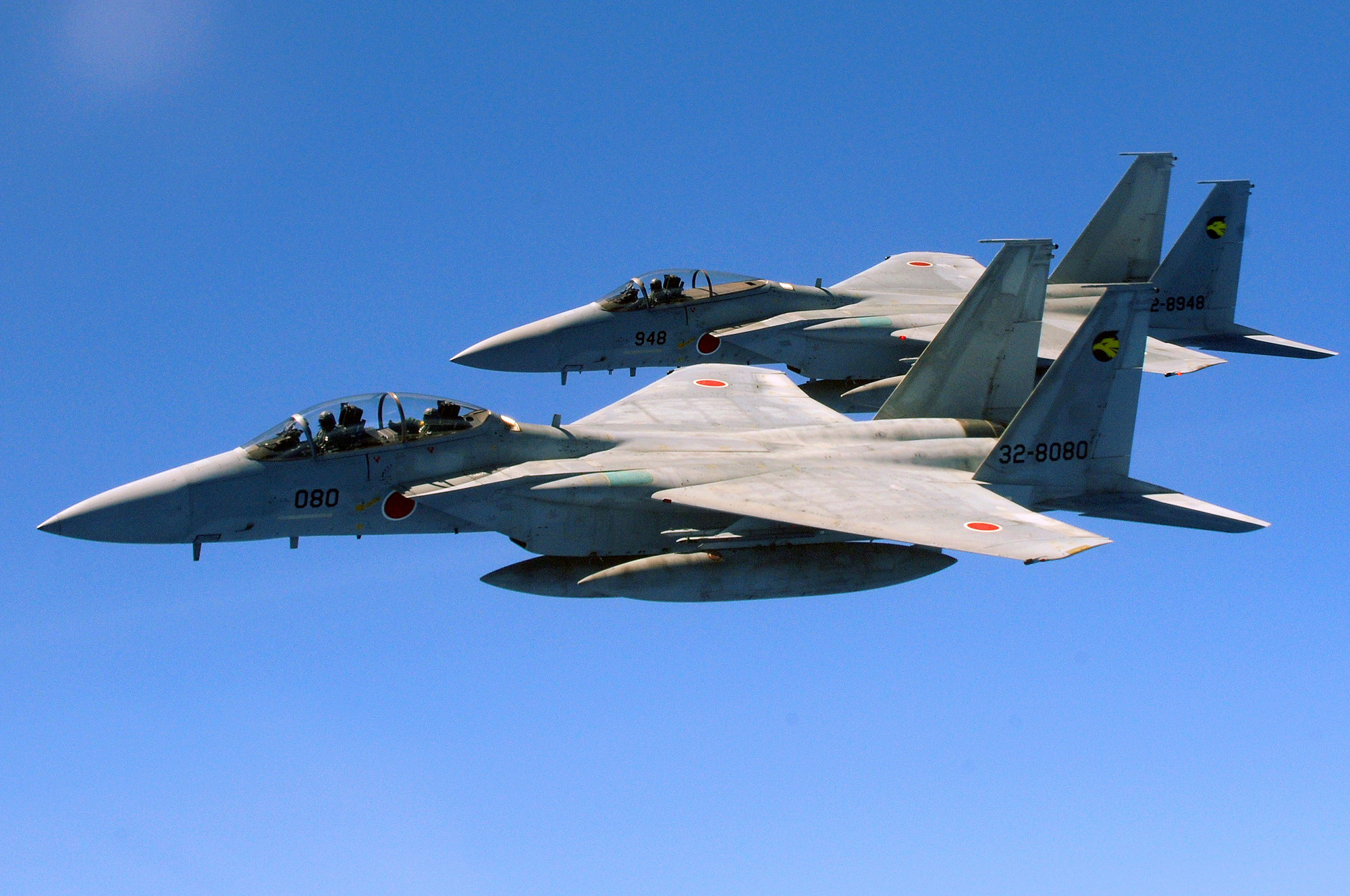
Mitsubishi F-15J
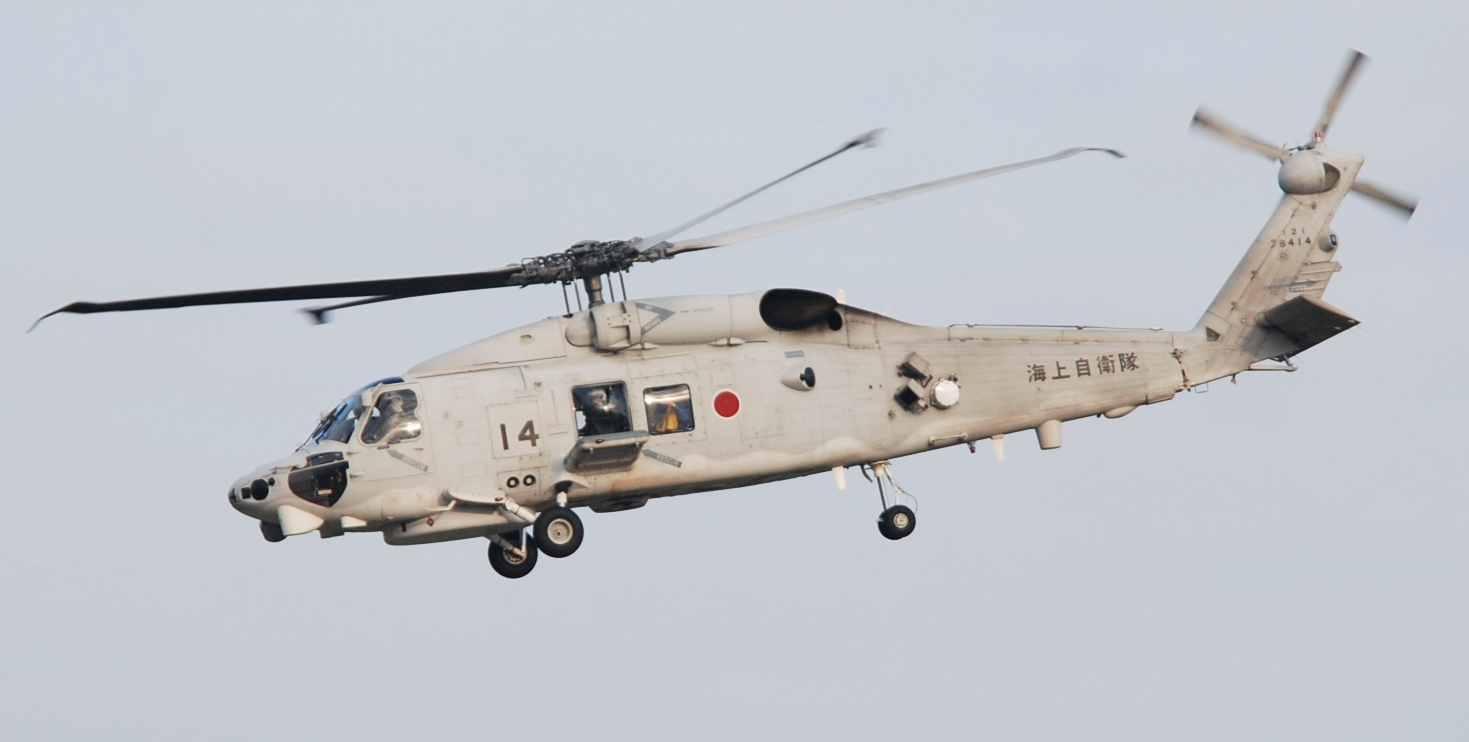
SH-60K